# Miłość (film fabularny 2013)
Miłość – polski film fabularny z 2013 w reżyserii Sławomira Fabickiego. Zdobył 3 nagrody i 7 nominacji.

## Zarys fabuły
Młode małżeństwo (Maria i Tomek) musi sobie poradzić ze świadomością o traumatycznym wydarzeniu (zgwałcenie Marii przez prezydenta miasta).

## Obsada
- Marcin Dorociński jako Tomasz Niedzielski
- Julia Kijowska jako Maria Niedzielska
- Adam Woronowicz jako Adam Kostrzewski, prezydent miasta
- Agata Kulesza jako Kostrzewska